# Erioptera perexquisita
Erioptera perexquisita är en tvåvingeart som beskrevs av Alexander 1978. Erioptera perexquisita ingår i släktet Erioptera och familjen småharkrankar. Inga underarter finns listade i Catalogue of Life.